# Gymnasium Marianum (Warburg)

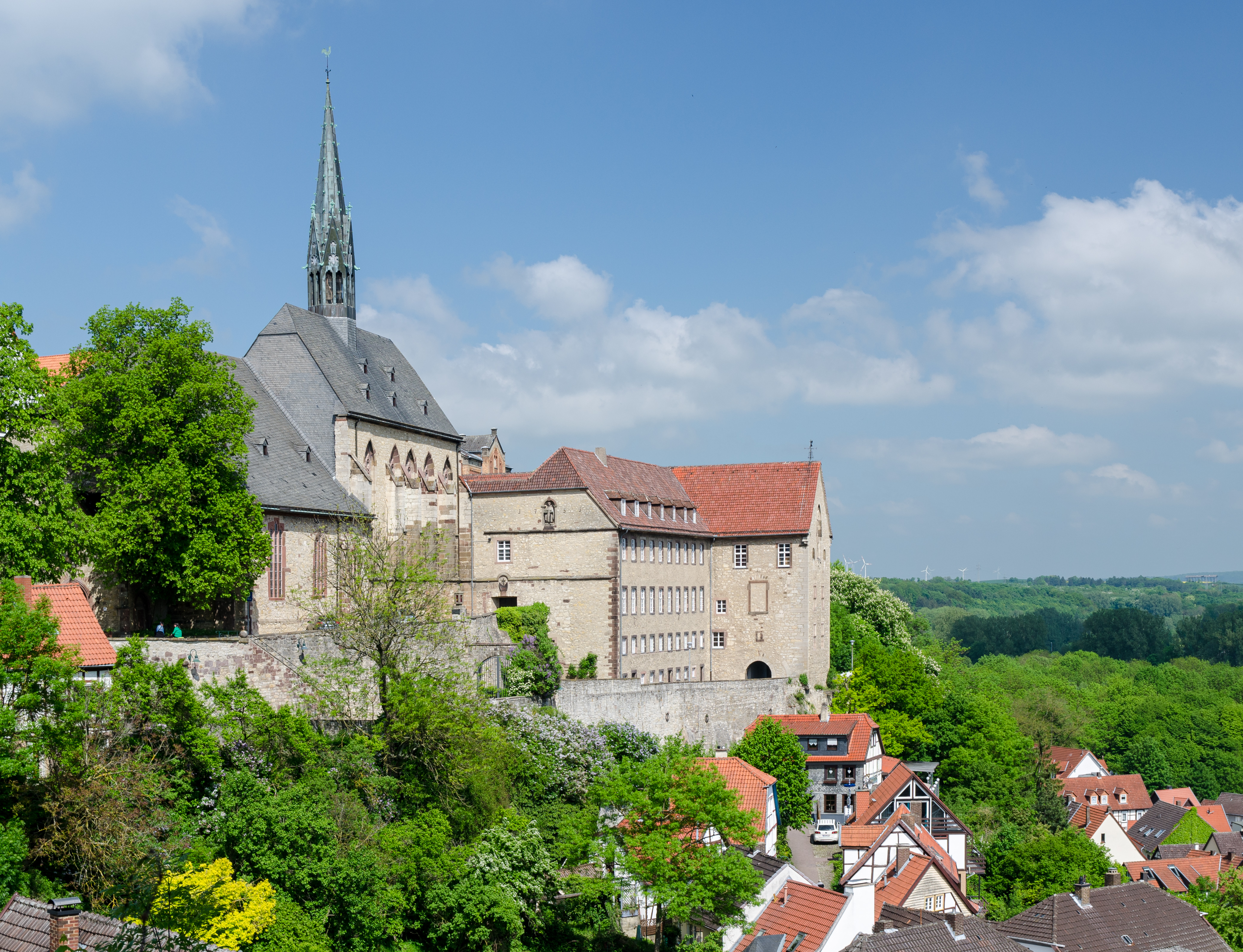
Ansicht des Gymnasiums mit Kirche vom Aussichtspunkt Fügeler Kanone

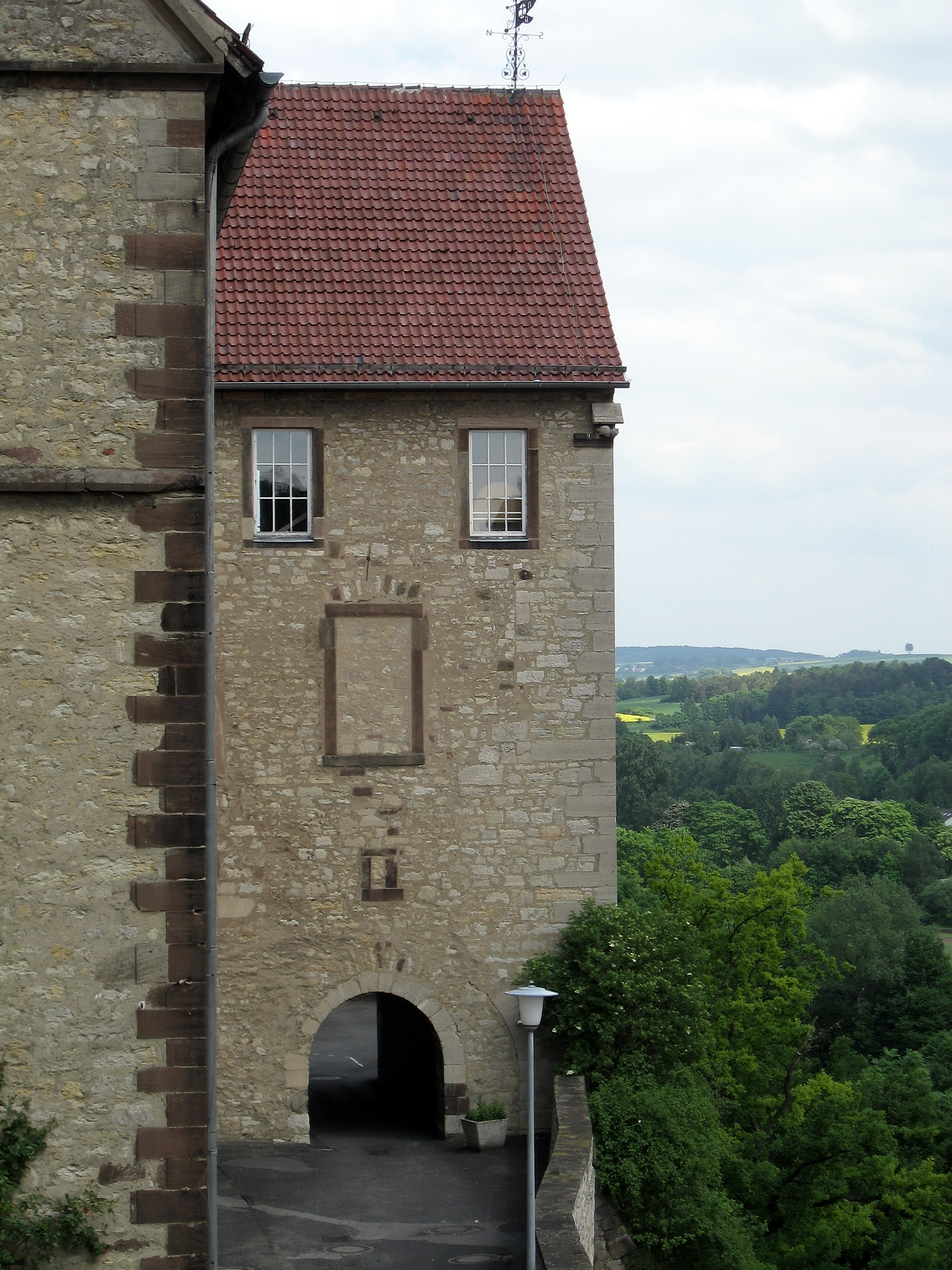
Unterer Eingang des Gymnasiums (zum Schulhof bzw. zu den Wirtschaftsräumen)

Das Gymnasium Marianum ist ein städtisches Gymnasium in der ostwestfälischen Stadt Warburg in Nordrhein-Westfalen.

## Geschichte

### Klosterschule des Dominikanerordens
Die Anfänge des Gymnasiums Marianum gehen zurück auf eine dem 1281 in Warburg gegründeten Dominikanerkloster angeschlossene Klosterschule, die im Stadtkern lag und in der der Nachwuchs des Predigerordens herangebildet wurde. In dieser studierten u. a. um 1490 der spätere Theologe Otto Beckmann und 1589 die Brüder Eberhardus und Luberus Bischopinck aus Münster.

### Gründung als öffentliche höhere Schule 1628
1619 stiftete der aus Warburg stammende Mainzer Stiftsherr Heinrich Thöne der Stadt Warburg eine Summe von 2000 Reichstalern mit der Bestimmung, dass aus deren Zinsertrag von 100 Talern eine höhere Schule von drei Klassen (Infima, Secunda, Syntaxis) unterhalten werden sollte. Nachdem der Führer der ligistischen Truppen, Oberst von Erwitte, noch 50 Reichstaler „zur restauration der schule zu warburg“ hinzugespendet hatte, wurde diese Schule 1628 mit zwei „Rectoren“ im Kloster eröffnet. 1643 vereinbarte die Stadt mit dem Dominikanerkonvent Einrichtung und Unterhalt von zwei weiteren Klassen (Poetica und Rhetorica). Mit diesen fünf Klassen entsprach die Schule dem System der Jesuitenschulen. Nach dem Patrozinium der Klosterkirche wurde sie Gymnasium Marianum genannt.
Durch wirtschaftliche Nöte und Bevölkerungsverluste infolge des Dreißigjährigen Krieges und des Siebenjährigen Krieges war jedoch die Stadt nicht immer in der Lage, die vereinbarten Zuschüsse zu zahlen, so dass die beiden oberen Klassen wieder abgebaut werden mussten und auch der Bestand der drei unteren Klassen nicht immer gewährleistet war.
Das erste Schulgebäude lag direkt neben dem Kloster und hatte dem Schulkonzept entsprechend fünf Klassenzimmer. Es wurde 1706 auf Kosten der Stadt durch einen Fachwerk-Neubau ersetzt, der die Inschrift trug: „haec schola sumptibus civitatis aedificata“. Dieses Gebäude musste 1750 der Erweiterung des Klosters weichen. Es erfolgte ein weiterer Neubau aus Fachwerk, der jedoch nur bis 1782 hielt. Danach erfolgte abermals ein Neubau, jedoch westlich der Klosterkirche und nur noch mit zwei Klassenzimmern.
1810 wurde das Kloster durch Dekret des Königs Jérôme Bonaparte gesetzlich supprimiert und durfte keine neuen Ordensmitglieder mehr aufnehmen. Dennoch setzten die wenigen verbliebenen Patres ihre Unterrichtstätigkeit fort, bis 1824 durch königlich-preußische Kabinettsordre das Kloster endgültig aufgehoben und das Grundstück mit den Gebäuden verstaatlicht wurde. Um für die zehn verbliebenen Schüler eine weitere Ausbildung zu ermöglichen, stellten Bürgermeister und Rat Gesuche und Eingaben an den König Friedrich Wilhelm III. und die preußische Unterrichtsbehörde und konnten daraufhin eine Genehmigung der Einrichtung einer weltlichen höheren Lehranstalt erreichen.

### Neugründung 1826
1826 nahm das Königliche Progymnasium zu Warburg mit zunächst drei Klassen (Quinta, Quarta, Tertia) im alten Klostergebäude den Schulbetrieb auf. Grundlage war nun das neuhumanistische Bildungskonzept Wilhelm von Humboldts. Es gab zunächst 27 Schüler. 1847 wurde die Sexta und 1865 die Untersekunda angeschlossen. Die Schülerzahl stieg auf ca. 100 an.
1866 wurde die Anstalt durch ministeriellen Erlass als Progymnasium anerkannt und durfte Zeugnisse zur „wissenschaftliche Befähigung für den Einjährig-Freiwilligen Militärdienst“ (mittlere Reife) ausstellen. Sie wurde im Folgejahr durch eine Obersekunda erweitert und hatte nun ca. 115 Schüler.

### Vollgymnasium 1874
1874 kam nach Bestätigung durch das „königliche Provinzial-Schul-Collegium“ die Prima hinzu, so dass die Stadt Warburg nun über ein vollständiges Gymnasium verfügte. Die amtliche Benennung lautete Gymnasium zu Warburg. Im Schulstatut wurde unter anderem festgelegt, dass in konfessioneller Hinsicht das hiesige Gymnasium „eine paritätische Anstalt für beide christliche Konfessionen“ ist. Neben 123 katholischen und 22 evangelischen gab es auch 20 jüdische Schüler. Fast die Hälfte der Schüler kam von außerhalb und wohnte bei Gastfamilien. Die Schülerzahl wuchs auf ca. 300 an. 1888 erhielt das Gymnasium eine Turnhalle am Schützenweg westlich der Neustadt.
1891 wurde in Trägerschaft des Bistums Paderborn für die auswärtigen Schüler ein bischöfliches Schulkonvikt gegründet. Es lag zunächst in der Bahnhofstraße und zog 1894 in das durch einen Umbau erweiterte ehemalige Friedrichstift in der damaligen Oberstraße der Warburger Altstadt um. Die Zahl der Internatsschüler betrug ca. 40. Das Konvikt hieß später Collegium Marianum, wurde von den Schülern auch „Kasten“ genannt und bestand bis 1972.
Nach der nationalsozialistischen Machtergreifung 1933 wurde das Gymnasium in Städtische Oberschule für Jungen umbenannt und der Direktor Hans von Geisau durch einen Parteigenossen ersetzt.
1946 nahm die Schule ihre humanistisch-christliche Tradition wieder auf und erhielt den Namen Gymnasium Marianum Warburg. Die Stadt setzte Hans von Geisau wieder als Direktor ein. Das mittelalterliche Klostergebäude wurde 1953–1963 für die Bedürfnisse eines zweizügigen Gymnasiums mit ca. 500 Schülern durchgreifend umgebaut, saniert und durch einen in der Nähe gelegenen Turnhallenneubau erweitert.
1964 erfolgte die Einrichtung eines neusprachlichen Zweigs.
1970 wurde mit der Differenzierung der Oberstufe begonnen. Zur Erhöhung des Fächerangebots begann man 1972 eine Kooperation mit dem Hüffertgymnasium. 1977 erfolgte die vollständige Einführung der Koedukation, die bis dahin auf die Aufnahme von Mädchen beschränkt war, die Latein als erste Fremdsprache wünschten.
1991 wurde die Schule durch den Bau neuer naturwissenschaftlicher Räume „Hinter der Mauer Süd“ und von vier Klassenräumen sowie Kunst- und Werkräumen im Anschluss an den Ostflügel erweitert.

## Schulleiter
- 1827–? Ludwig Manegold
- 1847–1874 August Havenecker
- 1874–1883 Adolf Hechelmann
- 1883–1893 Josef Hense
- 1893–1906 Balthasar Hüser
- 1906–1927 Anton Wirmer
- 1927–1933 Hans von Geisau
- 1934–1939 Karl Greff
- 1939–1945 Heinrich Bachmann
- 1946–1955 Hans von Geisau
- 1955–1971 Heinrich Remer
- 1971–1972 Franz Mürmann (kommiss.)
- 1972–1985 Heinz Wittenbrink
- 1985–2011 Bernd Huesmann
- 2011 Christiane Kost (kommiss.)
- seit 2012 Frank Scholle

## Weitere bekanntere Lehrer
- Heinrich Schauerte (1882–1975), Theologe, Professor für religiöse Volkskunde
- Gottfried Beyer (1889–1968), Maler
- Lorenz Humburg (1906–1994), Maler, Kunsterzieher
- Herbert Engemann (1923–2016), Altphilologe, Lokalhistoriker, Archäologe
- Walter Freund (1928–1991), Altphilologe, Kunsthistoriker
- Rudolf Bialas (1940–2022), Altphilologe, Lokalhistoriker

## Schüler
- Otto Beckmann (1476–1556), Theologe, Pfarrer, Humanist und Gegner Martin Luthers
- Johannes Adrian von Plencken (1635–1719), Jurist, Oberamtsrat von Schlesien, Mitgründer und Kanzler der Universität Breslau
- Johann Conrad Schlaun (1695–1773), Generalmajor und Architekt im Hochstift Münster
- Ignaz Philipp Rosenmeyer (1764–1830), Jurist, Historiker
- Leander van Eß (1790–1824), Theologe, Bibelübersetzer
- Heinrich Fischer (1807–1879), Jurist, Bürgermeister von Warburg
- Theodor Vernaleken (1812–1907), Germanist, Seminardirektor, Autor und Professor in Wien
- Hermann Evers (1825–1904), Jurist und Reichstagsabgeordneter (Zentrum)
- Arnold Güldenpfennig (1830–1908), Kirchenarchitekt, Diözesanbaumeister im Erzbistum Paderborn
- Julius Dammann (1840–1908), Theologe, Pfarrer, Schriftsteller
- Ignaz Urban (1848–1931), Botaniker, Professor am Botanischen Garten Berlin
- Anton David (Jesuit) (1851–1931), Jesuit, Pädagoge, Autor
- Moritz Nussbaum (1850–1924), Altphilologe und Gymnasialprofessor in Straßburg
- Peter Hille (1854–1904), Schriftsteller
- Hermann Oppenheim (1857–1919), Neurologe
- Theodor Niemeyer (1857–1939), Jurist, o. Professor für Zivilrecht, internationales Recht u. a. an der Universität Kiel
- Adolf Gottlob (1857–1930), Historiker, ordentlicher Professor an der Universität Breslau
- Bruno Tacke (1861–1942), Moorforscher und Professor in Bremen
- Franz Graf von Westphalen zu Fürstenberg (1864–1930), Landrat des Kreises Münster
- Franz Josef Scherf (1865–1929), Arzt, Kurdirektor von Bad Orb, Abgeordneter des Provinziallandtages in Kassel (1926–1929)
- August Pieper (1866–1942), Theologe, Generaldirektor des Volksvereins für das katholische Deutschland
- Joseph Lehmann (1872–1933), Historiker und Rabbiner in Berlin
- Emil Herz (1877–1971), Germanist, Direktor im Ullstein Verlag
- Werner Rabe von Pappenheim (1877–1915), deutscher Offizier und Diplomat
- Franz Schäfer (1879–1958), Jurist und Hochschullehrer
- Petrus Legge (1882–1951), Theologe, Bischof von Meißen
- Josef Schoenkaes (1883–?) Jurist, Landrat in Crossen (Oder) und Warburg
- Theodor Legge (1889–1969), Theologe, Probst in Arnsberg
- Fritz Block (1889–1955), Architekt in Hamburg und Los Angeles
- Erich Rix (1900–1964), Pathologe, Direktor der Städtischen Krankenanstalten Nürnberg, a.o. Professor an der Universität Erlangen
- Franz-Josef Wuermeling (1900–1986), Jurist, Politiker (CDU), Bundesminister für Familienfragen
- Josef Wirmer (1901–1944), Jurist, Mitglied der Widerstandsgruppe um Graf Stauffenberg
- Helmut Jürgens (1902–1963), Bühnenbildner
- Leopold Freiherr von Fürstenberg (1905–1979), Forstwirt, Politiker (CDU), Landtagsabgeordneter in NRW
- Wilhelm Freiherr von Ketteler (1906–1938), Jurist, Diplomat, NS-Gegner
- Christoph Bernhard Graf von Galen (1907–2002), Politiker (CDU), Päpstlicher Geheimkämmerer
- Anton Volmert (1909–1989), Landwirt, Politiker und Landtagsabgeordneter (CDU)
- Ernst Wirmer (1910–1981), Jurist, Ministerialdirigent im Bundesministerium der Verteidigung
- Fritz Rehbein (1911–1991), Chirurg in Göttingen, weltberühmt als Kinderchirurg in Bremen
- Paul Mikat (1924–2011), Jurist, Hochschullehrer, Politiker (CDU), Kultusminister von Nordrhein-Westfalen
- Wilm Tegethoff (1927–2018), Jurist, ehemaliger Vorstandssprecher der Bewag (Berlin)
- Herbert Behre (1927–1994), Realschuldirektor
- Günther Lange (* 1932), Theologe und Hochschullehrer an den Universitäten Bochum und Duisburg
- Franz Kohlschein (1934–2025), Priester, Liturgiewissenschaftler, o. Professor an der Universität Bamberg
- Klaus Meyer zu Uptrup (* 1934), evangelischer Theologe
- Gerhard Brinkmann (1935–2015), Ökonom, o. Professor an der Universität Siegen
- Siegfried Lohr (1935–2017), Architekt, Kunsthistoriker und Aquarellist
- Gerhard Schneider (* 1938), Philosoph, Begründer der Sammlung „Verfemte Kunst“ am Kunstmuseum Solingen
- Manfred Grothe (* 1939), Theologe, Weihbischof im Erzbistum Paderborn
- Brun-Hagen Hennerkes (* 1939), Rechtswissenschaftler, Rechtsanwalt und Vorstandsvorsitzender der Stiftung Familienunternehmen.
- Heiko Bewermeyer (* 1940), Neurologe, Psychiater, apl. Professor der Universität Köln, Klinikleiter, Buchautor
- Wolfgang Lefèvre, (* 1941), Wissenschaftshistoriker und SDS-Aktivist in Berlin
- Heinz-Dieter Heimann (* 1949), Mittelalterhistoriker, o. Professor an der Universität Potsdam
- Ludger Udolph (* 1953), Germanist, Slavist, o. Professor an der TU Dresden
- Thomas Bürger (* 1953), Germanist, Direktor der Sächsischen Landesbibliothek – Staats- und Universitätsbibliothek Dresden
- Johann Josef Böker (* 1953), Architekturhistoriker, o. Professor am Karlsruher Institut für Technologie
- Alfons Holtgreve (* 1955), Maler und Grafikdesigner
- Stephan Nolte (* 1955), Kinderarzt, Psychotherapeut, Kulturwissenschaftler und Fachjournalist
- Hans-Hermann Klare (1956), Journalist und Sachbuchautor
- Jürgen Stellpflug (* 1956), Chefredakteur Ökotest
- Murat Günak (* 1957), Autodesigner bei DaimlerChrysler, Peugeot, Chefdesigner bei VW
- Rainer Brinkmann (* 1958), Vizeadmiral der Deutschen Marine
- Christoph Humburg (* 1959), Direktor des Caritasverbandes Wuppertal-Solingen
- Udo Ulfkotte (1960–2017), Journalist und Publizist
- Michel van Dyke (* 1961), deutsch-niederländischer Musiker und Produzent
- Christian Jakubetz (* 1965), Buchautor, Journalist, Dozent
- Andreas Wiemers (* 1966), Fernsehjournalist und Satire-Autor
- Peter Ernst (* 1972), Gitarrist und Musikjournalist
- Sascha Meier (* 1997), Politiker (Bündnis 90/Die Grünen)

## Förderverein
1928 erfolgte eine Zusammenkunft ehemaliger Schüler in Anwesenheit der Direktoren Anton Wirmer und Hans von Geisau zur Vorbereitung der Gründung eines Ehemaligenvereins im Hotel zum Desenberg. Die eigentliche Gründung des „Vereins ehemaliger Schüler des Warburger Gymnasiums“ erfolgte am 10. April 1929. Als Vorsitzender wurde der Facharzt Anton Nolte gewählt. Der Verein hatte zunächst 220 Mitglieder und begleitet seitdem – unterbrochen durch die NS-Zeit – die Entwicklung der Schule durch die jährliche Herausgabe des Jahrbuches „Der Marianer“ sowie einiger Festschriften, die zu wichtigen Schuljubiläen (1949, 1963, 1974) herausgebracht wurden. 2016 schlossen sich der og. Verein ehemaliger Schüler des Warburger Gymnasiums und der später hinzugekommene „Förderverein des Marianum“, deren Vereinszwecke ohnehin in großen Teilen übereinstimmten, zusammen. Der neue Verein hat etwa 600 Mitglieder.